# Orthoplecta
Orthoplecta es un género de foraminífero bentónico de la subfamilia Orthoplectinae, de la familia Cassidulinidae, de la superfamilia Cassidulinoidea, del suborden Buliminina y del orden Buliminida. Su especie tipo es Cassidulina (Orthoplecta) clavata. Su rango cronoestratigráfico abarca el Holoceno.

## Discusión
Clasificaciones previas incluían Orthoplecta en el suborden Rotaliina del orden Rotaliida.

## Clasificación
Orthoplecta incluye a las siguientes especies:
- Orthoplecta clavata